# Suchyj Jelanez
Suchyj Jelanez (ukrainisch Сухий Єланець; russisch Сухой Еланец Suchoi Jelanez) ist ein Dorf im Zentrum der ukrainischen Oblast Mykolajiw mit etwa 900 Einwohnern.
Das Dorf wurde 1871 durch Staatsbauern aus den Gouvernements Cherson, Kiew und Tschernigow gegründet und liegt westlich der ukrainischen Nationalstraße N 14, 44 Kilometer nördlich der Rajons- und Oblasthauptstadt Mykolajiw, die ehemalige Rajonshauptstadt Nowa Odessa befindet sich 17 Kilometer südwestlich des Ortes.

## Verwaltungsgliederung
Am 6. August 2018 wurde das Dorf zum Zentrum der neugegründeten Landgemeinde Suchyj Jelanez (Сухоєланецька сільська громада/Suchojelanezka silska hromada). Zu dieser zählten auch noch die 3 Dörfer Nowoschmidtiwka, Stepowe und Suworowka, bis dahin bildete es zusammen mit dem Dorf Suworowka die gleichnamige Landratsgemeinde Suchyj Jelanez (Сухоєланецька сільська рада/Suchojelanezka silska rada) im Osten des Rajons Nowa Odessa.
Am 12. Juni 2020 kamen noch die 11 weiteren in der untenstehenden Tabelle aufgelisteten Dörfer zum Gemeindegebiet.
Am 17. Juli 2020 kam es im Zuge einer großen Rajonsreform zum Anschluss des Rajonsgebietes an den Rajon Mykolajiw.
Folgende Orte sind neben dem Hauptort Suchyj Jelanez Teil der Gemeinde:
| Name                     | Name                 | Name                                         |
| ukrainisch transkribiert | ukrainisch           | russisch                                     |
| ------------------------ | -------------------- | -------------------------------------------- |
| Antoniwka                | Антонівка            | Антоновка (Antonowka)                        |
| Buske                    | Бузьке               | Бугское (Bugskoje)                           |
| Karliwka                 | Карлівка             | Карловка (Karlowka)                          |
| Kyjiwske                 | Київське             | Киевское (Kiewskoje)                         |
| Nowoschmidtiwka          | Новошмідтівка        | Новошмидтовка (Nowoschmidtowka)              |
| Oleksandriwka            | Олександрівка        | Александровка (Aleksandrowka)                |
| Ostapiwka                | Остапівка            | Остаповка (Ostapowka)                        |
| Ostrowske                | Островське           | Островское (Ostrowskoje)                     |
| Stepowe                  | Степове              | Степовое (Stepowoje)                         |
| Suworowka                | Суворовка            | Суворовка                                    |
| Tscherwonowolodymyriwka  | Червоноволодимирівка | Червоновладимировка (Tscherwonowladimirowka) |
| Uljaniwka                | Улянівка             | Ульяновка (Uljanowka)                        |
| Wessele                  | Веселе               | Весёлое (Wessjoloje)                         |
| Woronziwka               | Воронцівка           | Воронцовка (Woronzowka)                      |